# Kátia Cilene Teixeira da Silva
Kátia Cilene Teixeira da Silva (nacida el 18 de febrero de 1977), conocida como Kátia, es una exfutbolista brasileña.

## Carrera
Antes de ser futbolista se dedicaba al atletismo, finalizando quinta en heptatlón en el Campeonato Sudamericano. Empezó su carrera internacional como miembro clave del equipo brasileño en la Copa Mundial de 1995 en Suecia, jugando luego los cinco partidos de su país en los Juegos Olímpicos de Atlanta. Hizo dos goles en la Copa Mundial de 1999 y en 2000 fue cuarta en la tabla de goleadoras de los Juegos Olímpicos de Sídney.
Katia jugó cinco temporadas en la Liga Brasileña y fue goleadora en todas ellas. Con el lanzamiento de la WUSA en 2001, Katia obtuvo la oportunidad de llevar su juego a un nivel más alto y firmó con el San Jose CyberRays. Aquella primera temporada jugó bien y anotó siete goles. En 2002, mejoró su marca a 15 goles. 

### España
En febrero de 2005, Kátia llegó a España para jugar para Estudiantes de Huelva. Fue transferida al Levante UD en mayo de 2005 para jugar en la Copa de la Reina 2005, anotando dos goles en cinco juegos para ayudar su nuevo club a retener el trofeo. Firmó entonces un contrato para seguir en el Levante para la temporada 2005–06 de la Superliga Femenina.

### Francia
Katia se fue al Lyon en enero de 2007, anotando 57 goles en 58 partidos de liga. En el verano de 2010  firmó para el PSG.

### Carrera posterior
Después de cinco años en la Division 1, en 2011 pasó a jugar en el Campeonato ruso para Zorky Krasnogorsk. En 2013 jugó para el Sundsvalls DFF.

### Carrera internacional
Kátia fue parte de la selección nacional de Brasil de 1995 a 2007. Jugó en tres Copas del Mundo, obteniendo un segundo lugar en 2007 y un tercer lugar en 1999, mientras que en 2003 fueron eliminadas en cuartos de final. Si bien Kátia jugó los Juegos Olímpicos de 2000, acabando en el cuarto puesto, quedó fuera del equipo que ganó una plata Olímpica en 2004 debido una lesión de rodilla. Kátia se retiró del equipo nacional después de los Juegos Panamericanos de 2007 en su ciudad natal de Río de Janeiro, donde Brasil ganó el oro.